# Iglesia de San Miguel (Sotosalbos)
La iglesia de san Miguel es un templo católico  dedicado a san Miguel Arcángel,  sita en Sotosalbos, provincia de Segovia, comunidad autónoma de Castilla y León, España.
Recibió la catalogación de Monumento Histórico-artístico Nacional, equivalente a la actual denominación de Bien de Interés Cultural, el 17 de mayo de 1973.

## Historia
La actual iglesia se erigió en un emplazamiento donde anteriormente hubo una sencilla iglesia (finales del siglo XI), esta antigüedad se fundamenta en la planta rectangular del ábside. En el siglo XIII, Sotosalbos debió de adquirir cierta importancia. De este siglo son el pórtico y la torre. Característico del siglo XIII es el capitel del atrio, que representa la Adoración de los Reyes Magos, bajo arcos trilobulados, separados por columnas que sostienen edículos o torrecillas; es muy probable que las tres arquerías que flanquean la puerta del atrio, hacia el oeste, sean ya del siglo XIV.

## Descripción
Presenta una estructura muy sencilla. Consta de una sola nave rectangular que remata al este en un ábside de la misma forma geométrica que la nave. Esta edificación tiene por complemento el pórtico en su fachada sur y el campanario junto al muro norte del ábside. Este es de planta cuadrada ligeramente rectangular, de menor altura que la nave y cubierto con bóveda de medio cañón.
La sencillez estructural del templo se compensa con la decoración profusa y riquísima de monstruos y endriagos, centauros y sirenas. Entre los canes de la cornisa del pórtico hay breves arquerías que cobijan guerreros, juglares y menestrales.

## Patrimonio
Los vestigios de los objetos que sirvieron para el culto en el pasado se guardan en la sala de la torre y constituyen un museo en el que figuran piezas como la imagen sedente de Nuestra Señora de la Sierra, del siglo XIII o comienzos del XIV ; cuatro tablas de la primera mitad del XV ; la cruz parroquial gótico-renacentista, que lleva el punzón de Antonio de Oquedo, el comunero; un pequeño pantocrátor en relieve de estuco; vestigio de un frontal o de un retabillo románico y una estatuilla de santa Magdalena, del siglo XIV.

## Planta

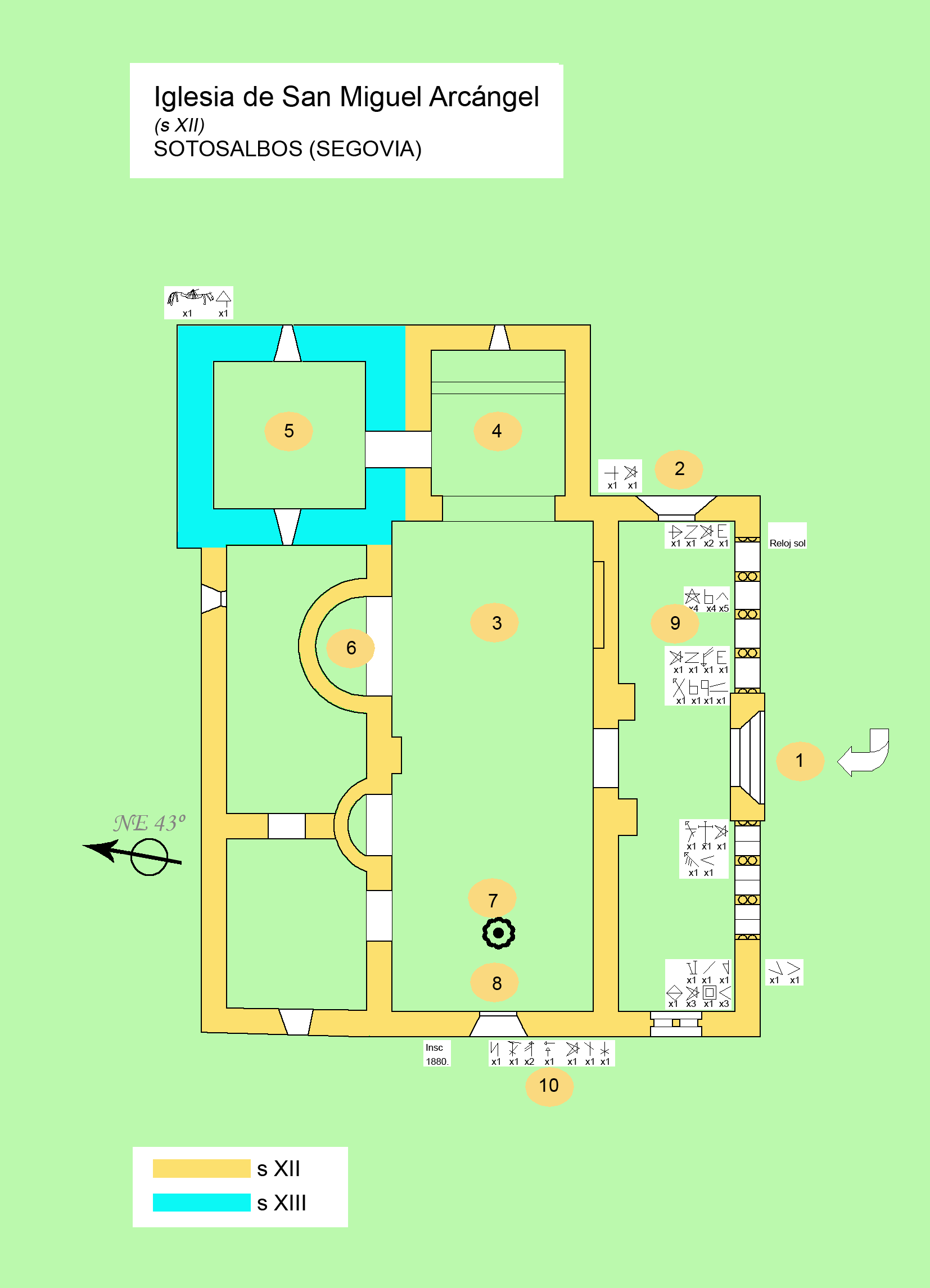
Aprox. a la planta de la Iglesia de San Miguel Arcángel.
Marcas de cantería.

Leyenda de la imagen
1. Pórtico Sur; entrada al templo.
2. Pórtico Este.
3. Nave.
4. Presbiterio y Ábside.
5. Torre-Campanario.
6. Capillas.
7. Pila bautismal.
8. Coro elevado.
9. Galería porticada.
10. Marcas de cantería.

## Marcas de cantería
Se han identificado un total de 55 marcas de 29 tipos diferentes que se distribuyen de la siguiente forma, ver Planta (10):

| Zona                    | Marcas | Tipos |
| ----------------------- | ------ | ----- |
| Galería Porticada       | 43     | 19    |
| Pórtico este            | 2      | 2     |
| Torre, lado noreste     | 1      | 1     |
| Graffiti, noreste torre | 1      |       |
| Fachada Oeste           | 8      | 7     |